# Joe Carpenter
Pas d'image ? Cliquez ici

a Compétitions nationales et continentales officielles uniquement.

b Matchs officiels uniquement.
Dernière mise à jour le 21 juillet 2025.
Joe Carpenter, né le 19 août 2001 à Leeds (Angleterre), est un joueur international anglais de rugby à XV jouant au poste d'arrière aux Sale Sharks en Premiership.

## Biographie

### Jeunesse et formation
Joe Carpenter naît le 19 août 2001 à Leeds, en Angleterre. Il étudie à la Lawnswood School (en) dans sa ville natale, puis à la Woodhouse Grove School (en). Il commence à jouer au rugby à XV à l'âge de sept ans en 2008 au West Park Leeds RUFC et y joue jusqu'en 2016 avant de rejoindre le centre de formation de Yorkshire Carnegie à quinze ans,.
En août 2019, il s'engage avec les Sale Sharks, où il signe un contrat long terme. Il est repéré par les Sharks notamment grâce à ses performances avec les équipes de jeunes de Yorkshire Carnegie contre Sale. Le mois suivant, il est prêté au club de Fylde RFC jusqu'en décembre avec qui il dispute quatre matchs de National League 2 North (quatrième division anglaise),.

### Carrière en club
Joe Carpenter fait ses débuts professionnels avec les Sale Sharks le 10 janvier 2020, lors d'une rencontre de Coupe d'Europe face au Stade rochelais. Il entre en jeu à la place de Chris Ashton à six minutes de la fin du match, qui se termine par une défaite des siens sur le score de 30 à 23,. Une semaine plus tard, il connaît sa première titularisation à l'occasion d'une défaite 7 à 45 en Coupe d'Europe contre les Glasgow Warriors. Ces deux matchs sont les seuls qu'il joue durant sa première saison en équipe une.
En mars 2021, il est prêté au Nottingham RFC, en deuxième division anglaise, pour la fin de saison 2020-2021. Il n'y joue qu'un seul match : une titularisation au poste d'ailier face aux Ealing Trailfinders. Il joue ensuite deux matchs de Coupe d'Angleterre avec les Sale Sharks et marque le premier essai de sa carrière, face aux Harlequins,.
La saison suivante, en 2021-2022, il est de nouveau prêté, cette fois au Sale FC en troisième division,. Il y joue onze matchs et marque six essais.
Il fait ensuite son retour aux Sale Sharks pour la saison 2022-2023 et s'impose dès le début de la saison dans le XV de départ, il devient l'arrière titulaire de son équipe. Son équipe se qualifie en finale du championnat où elle affronte les Saracens. Pour cette rencontre, Carpenter est titularisé à l'arrière et joue l'intégralité de la rencontre. Les Sharks sont toutefois battus 35 à 25,. Il termine la saison en ayant joué vingt-trois matchs dont vingt-deux en tant que titulaire et marqué sept essais. Il est récompensé de ses très bonnes performances lorsqu'il est nommé dans l'équipe type de la saison de Premiership.

### Carrière internationale
Joe Carpenter fréquente les équipes d'Angleterre des moins de 16 ans et des moins de 18 ans, où il côtoie notamment ses futurs coéquipiers à Sale, Tom Roebuck et Raffi Quirke.
En 2017, il est appelé avec l'équipe d'Angleterre des moins de 16 ans et joue un match face au pays de Galles remporté 41 à 22. Il est ensuite nommé dans l'équipe d'entraînement de l'Angleterre des moins de 17 ans en février 2018 mais ne joue finalement pas avec.
Il est sélectionné avec les moins de 18 ans anglais en 2018 pour la tournée en Afrique du Sud, mais est contraint de déclarer forfait à cause d'une blessure. Il est de nouveau appelé avec cette sélection pour le Festival des Six Nations des moins de 18 ans en 2019, et joue un match face au pays de Galles. 
Deux ans plus tard, en 2021, il est convoqué en équipe d'Angleterre des moins de 20 ans pour préparer le Tournoi des Six Nations des moins de 20 ans 2021, mais ne prend part à aucune rencontre de la compétition. 
En novembre 2024, il est sélectionné en équipe d'Angleterre A pour affronter l'Australie A (en).
Au mois de juillet 2025, il connaît sa première cape internationale en équipe d'Angleterre lors d'une victoire 40 à 5 contre les États-Unis.

## Palmarès

### En club
- Sale Sharks
  - Finaliste du Championnat d'Angleterre en 2023.

### Distinctions personnelles
- Membre de l'équipe type du Championnat d'Angleterre en 2023.